# Daimler DS420

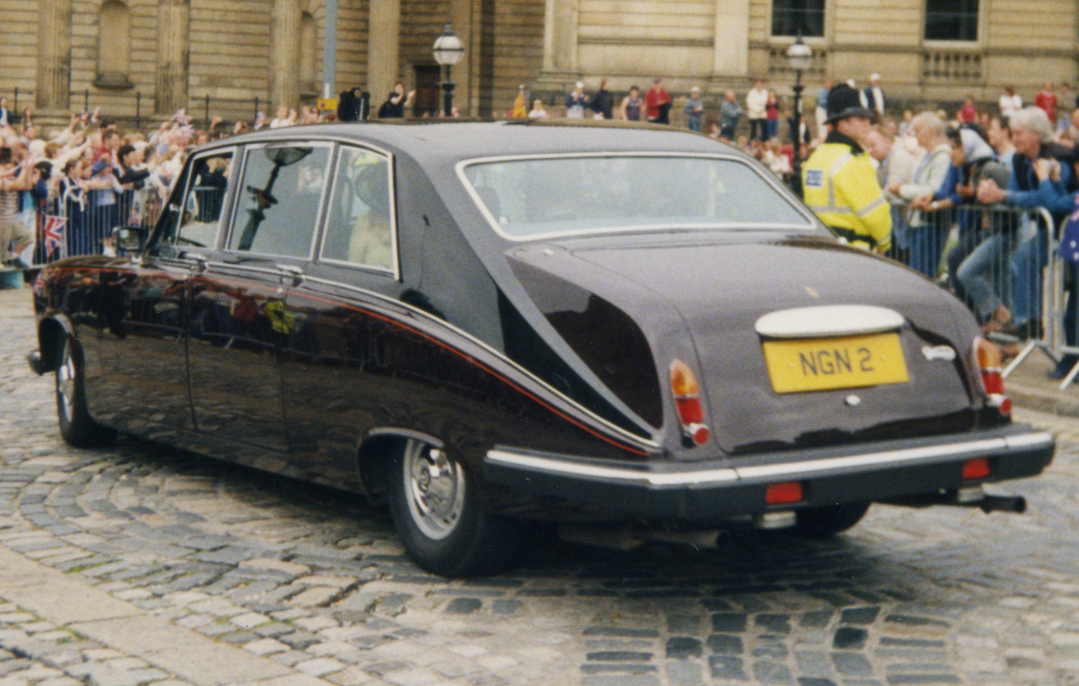
Daimler DS420

Daimler DS420 — лимузин, изготавливался Daimler Motor Company с 1968 по 1992 год. Автомобиль заменил Daimler DR450 и Austin Princess.
С середины шестидесятых годов Daimler, потеряв самостоятельность, начал изготавливать самые престижные версии седанов Jaguar.
Во времена самостоятельности компания изготавливала большие лимузины для перевозки дипломатических представительств и престижных похоронных автомобилей, и была одним из главных поставщиков автомобилей британской королевской семьи.
Для того, чтобы восстановить эту роль, что в то время принадлежала уже Rolls-Royce, британская компания Leyland, которая владела Daimler через Jaguar, начала работу над проектом нового лимузина, который дебютировал в 1968 году. За основу модели взята платформа от Jaguar Mark X, которую удлинили на 51 сантиметр. Лимузин получил оригинальный кузов, разделенный на две части: переднюю, предназначенную для водителя, и заднюю, более широкую, предназначенную для пассажиров. Кузов изготавливался компанией Vanden Plas, которая занималась также сборкой автомобиля, передняя часть стилистически напоминала Jaguar 420G, а наклонную заднюю часть оформили в стиле старых версий Rolls-Royce.
Автомобиль комплектовался двигателем 4,235 л Jaguar DOHC I6 мощностью 167 — 187 л. с. при 4250 об/мин и крутящим моментом 309 Нм при 3000 об/мин, работавшим с трёхступенчатой автоматической коробкой передач Borg-Warner. Максимальная скорость составляет 177 км/ч, Разгон от 0 до 100 км/ч — 12 С.